# Бронцини, Джорджа
Джорджа Бронцини (итал. Giorgia Bronzini, род. 3 августа 1983, Пьяченца, Эмилия-Романья) — итальянская шоссейная и трековая велогонщица, выступавшая на профессиональном уровне с 2003 по 2017 годы.

## Карьера
Дважды выиграла групповую гонку на чемпионате мира по шоссейному велоспорту в 2010 и 2011 годах и гонку по очкам на чемпионате мира по трековому велоспорту в 2009 году.
Бронцини одержала в общей сложности 80 побед на шоссе и треке, включая этапы на Джиро Роза, Рут де Франс феминин, Туре Катара, Туре Калифорнии и Туре острова Чунмин.
После 16-летней карьеры, в августе 2018 года Бронцини объявила, что по окончании сезона закончит карьеру и станет спортивным директором новой женской команды Trek-Segafredo, создаваемой в 2019 году при поддержки Trek Bicycle Corporation.
После трёх лет работы в команде, по окончании сезона 2021 года, перешла на аналогичную должность в Liv Racing Xstra.

## Основные достижения

### Трек
2001
 Чемпионат Европы — гонка по очкам U19
 Чемпионат мира среди юниоров — гонка по очкам
2002
2-я на Чемпионат Европы — гонка по очкам U23
2003
 Чемпионат Европы — гонка по очкам U23
3-я на Чемпионат Европы — скрэтч U23
2005
2-я на Чемпионат Европы — гонка по очкам U2
2009
 Чемпионат мира — гонка по очкам
4-я на Чемпионат мира — скрэтч
Кубок мира
1-я в гонке по очкам, Мельбурн
1-я в гонке по очкам, Кали
2-я в Скрэтче — гонка по очкам, Мельбурн
2-я в скрэтче, Кали
1-я в Мировой рейтинг — гонка по очкам
2010
1-я в Мировой рейтинг — гонка по очкам
3-я Кубок мира — гонка по очкам, Пекин
2011
1-я Мировой рейтинг — гонка по очкам
2-я на Чемпионат Италии — скрэтч
2013
Чемпионат Италии
 кейрин
2-я в спринте
2-я в командном спринте
3-я на Чемпионат мира — гонка по очкам
2014
1-я в гонке по очкам на International Track Women & Men
International Belgian Open
1-я в скрэтче
3-я в гонке по очкам
3-я в гонке по очкам на Revolution – Раунд 2, Манчестер
2015
1-я в гонке по очкам на 6 giorni delle rose - Fiorenzuola
2017
Belgian International Track Meeting
2-я в скрэтче
3-я в гонке по очкам

### Шоссе

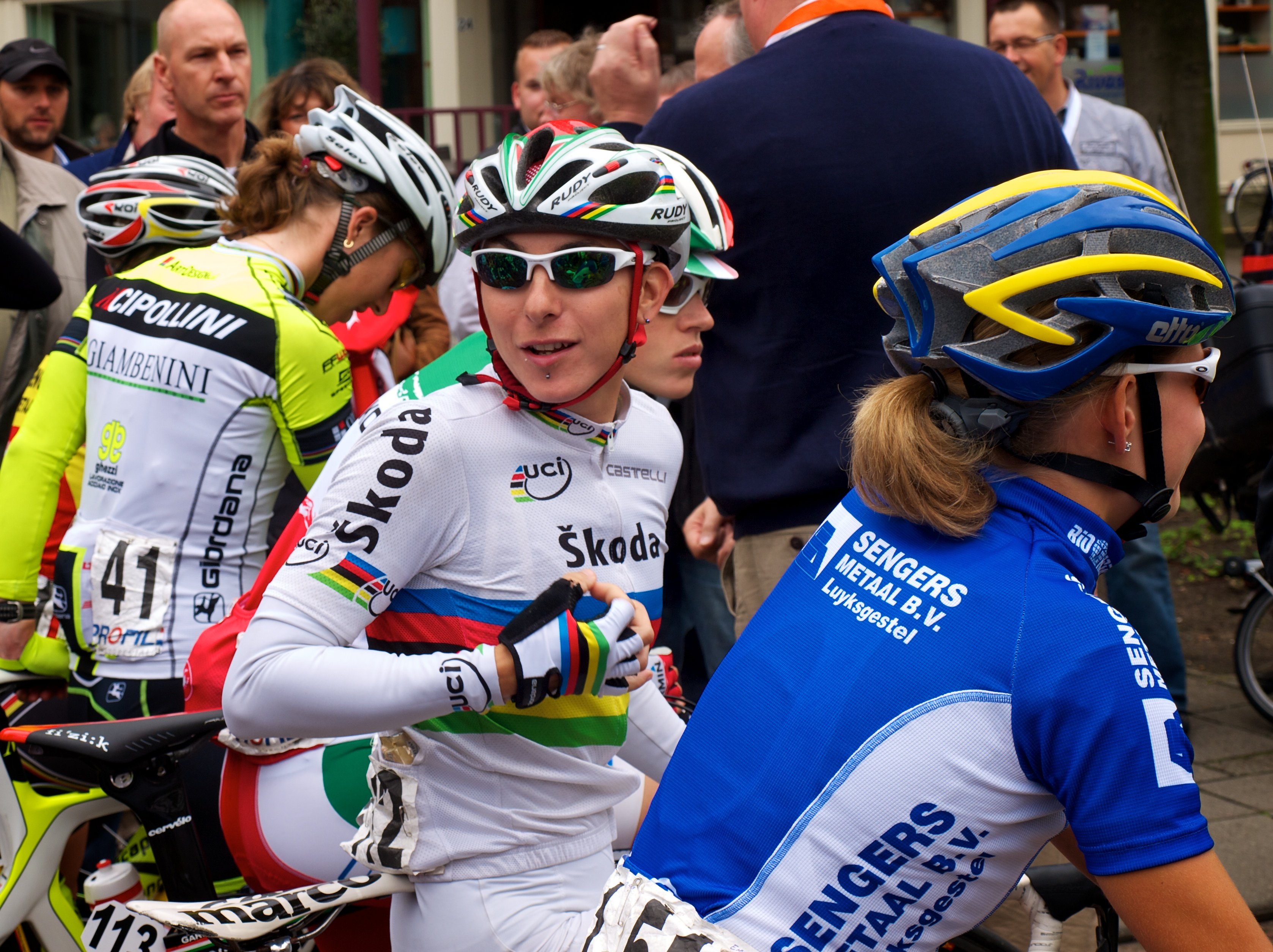
Бронцини (в центре) на Холланд Ледис Тур 2011 года

2001
5-я на Чемпионат мира — групповая гонка U19
2003
3-я на GP Carnevale d'Europa
2004
1-й этап Damesronde van Drenthe
Eko Tour Dookola Polski
1-я в генеральной классификации
1-й, 2-й и 4-й этапы
6-й этап Холланд Ледис Тур
4-я на Гран-при Либерационе
10-я на Тур Роттердама
2005
Гран-при Бриссаго — Лаго-Маджоре
Джиро дель Фриули
1-я на Тур Нюрнберга
Джиро дель Трентино-Альто-Адидже — Южный Тироль
1-я в генеральной классификации
1-й и 3-й этапы
Джиро Роза
1-я в очковой классификации
3-й, 6-й и 9-й этапы
Джиро ди Тоскана — Мемориал Микелы Фанини
1-я в генеральной классификации
3a-й и 5-й этапы
3-я на Гран-при Либерационе
5-я на Тур Фландрии
6-я на Чемпионат мира — групповая гонка
2006
2b-й этап на Джиро ди Тоскана — Мемориал Микелы Фанини
1-я в очковой классификации Холланд Ледис Тур
2-я на Трофео Риьвера делла Версилья
2-я на Гран-при Плуэ — Бретань
3-я на Тур Нюрнберга
Трофи д’Ор
6-я в генеральной классификации
2-й этап
2007
Гран-при Доттиньи
Novilon Internationale Damesronde van Drenthe
Гран-при Либерационе
1-й этап Джиро Роза
4a-й этап Джиро ди Тоскана — Мемориал Микелы Фанини
Тур Острова Принца Эдуарда
1-я в генеральной классификации
3-й и 5-й этапы
2-я на Трофее Альфредо Бинды — комунны Читтильо
3-я на Чемпионат мира — групповая гонка
3-я на Чемпионат Италии — групповая гонка
Трофи д’Ор
3-я в генеральной классификации
3-й и 6-й этапы
3-я на Drentse 8 van Dwingeloo
5-я на Гран-при Плуэ — Бретань
8-я на Тур Дренте
10-я на Тур Большого Монреаля
2008
Züri-Metzgete
7-й этап Рут де Франс феминин
3-я на Чемпионат Италии — групповая гонка
3-я на Гран-при Либерационе
4-я на Гран-при Доттиньи
Трофи д’Ор
5-я в генеральной классификации
1-й, 2-й, 3-й и 4-й этапы
Тур Польши
9-я в генеральной классификации
2-й и 3-й этапы
2009
Gran Caracol de Pista
1-я в генеральной классификации
1-й, 2-й, 4-й, 8-й и 9-й этапы
GP Carnevale d'Europa
Гран-при Либерационе
Тур Острова Принца Эдуарда
1-я в генеральной классификации
1-й, 3-й и 4-й этапы
2-й этап Джиро ди Тоскана — Мемориал Микелы Фанини
Женский Тур Катара
2-я в генеральной классификации
1-й и 3-й этапы
3-я на Средиземноморские игры — групповая гонка
3-я на Чемпионат Италии — групповая гонка
2010
 Чемпионат мира —  групповая гонка
GP Carnevale d'Europa
Джиро ди Тоскана — Мемориал Микелы Фанини
1-я в генеральной классификации
2-й и 6-й этапы
Женский Тур Катара
2-я в генеральной классификации
1-й этап
2-я на Гран-при Доттиньи
2-я на Гран-при Либерационе
3-я на Тур Дренте
4-я на Drentse 8 van Dwingeloo
5-я на Гран-при Вальядолида
2011
 Чемпионат мира —  групповая гонка
Гран-при Либерационе
Гран-при Гатино
Либерти Классик
3-я на Тур Дренте
3-я на GP Carnevale d'Europa
4-я на Ронде ван Гелдерланд
6-я на Drentse 8 van Dwingeloo
8-я на Тур Бохума
9-я на Женский Тур Катара
9-я на Тур острова Чунмин Кубок мира
10-я на Холланд Ледис Тур
2012
Джиро ди Тоскана — Мемориал Микелы Фанини
1-я в генеральной классификации
1-й и 4-й этапы
2-я на Drentse 8 van Dwingeloo
3-я на Либерти Классик
4-я на Тур Дренте
4-я на Classica Citta di Padova
5-я на Олимпийские игры — групповая гонка
Трофи д’Ор
9-я на общем зачёте
4-й, 5-й и 6-й этапы
10-я на Холланд Ледис Тур
2013
Tour of Zhoushan Island
1-й в генеральной классификации
1-й этап
Classica Citta di Padova
Кнокке-Хейст — Бредене
1-я на этапе 2-й этап на Джиро Роза
Рут де Франс феминин
1-й в генеральной классификации
1-й, 2-й, 3-й, 4-й, 5-й и 6-й этапы
Тур Ардеш
1-я в очковой классификации
1-й, 3-й и 6-й этапы
1-й этап Джиро ди Тоскана — Мемориал Микелы Фанини
2-я на Чемпионат Италии — групповая гонка
Гран-при Эльзи Якобс
2-й в генеральной классификации
1-й этап
2-я на Drentse 8 van Dwingeloo
2-я на Ронде ван Гелдерланд
2-я на Тур острова Чунмин Кубок мира
Тур острова Чунмин
4-й в генеральной классификации
2-й этап
10-я на Опен Воргорда RR
2014
Bay Classic Series
1-я в генеральной классификации
1-й, 3-й и 4-й этапы
Гран-при Доттиньи
Prudential RideLondon Classique
Тур Ардеш
1-я в очковой классификации
1-й, 4-й и 6-й этапы
2-й этап Джиро Роза
Tour of Zhoushan Island
1-я в очковой классификации
3-й этап
2-я на Джиро дель Трентино-Альто-Адидже — Южный Тироль
2-я на Тур Бохума
Тур острова Чунмин
3-я на генеральной классификации
3-й этап
3-я на Гран-при коммуны Корнаредо
3-я на Тур острова Чунмин Кубок мира
3-я на Giro dell'Emilia Internazionale Donne Elite
4-я на Чемпионат мира —  групповая гонка
4-я на The Women's Tour
Рут де Франс феминин
6-я в генеральной классификации
3-й этап
9-я на Трофей Альфредо Бинды — коммуны Читтильо
2015
Acht van Westerveld
Тур острова Чунмин Кубок мира
Рут де Франс феминин
1-я в генеральной классификации
2-й и 6-й этапы
2-я на Опен Воргорда RR
2-я на Madrid Challenge by La Vuelta
Bay Classic Series
4-я в генеральной классификации
4-й этап
4-я на Тур острова Чунмин
5-я на Prudential RideLondon Classique
Santos Women's Tour
10-я в генеральной классификации
3-й этап
10-я на Кэдел Эванс Грейт Оушен Роуд
2016
Гран-при Доттиньи
3-й этап на Эмакумин Бира
Giro d'Italia Femminile
1-я в генеральной классификации
1-й и 8-й этапы
6-я на Чемпионат Европы — групповая гонка
10-я на Трофей Альфредо Бинды — коммуны Читтильо
2017
4-й этапа Тур Калифорнии
2-я на Чемпионат Европы — групповая гонка
2-я на Чемпионат Италии — групповая гонка
3-я на Тур Йоркшира
6-я на Setmana Ciclista Valenciana
6-я на Madrid Challenge by La Vuelta
10-я на Prudential RideLondon Classique
2018
2-й этап Madrid Challenge by La Vuelta
3-я на Чемпионат Италии — групповая гонка
3-я на Кэдел Эванс Грейт Оушен Роуд
5-я на Омлоп ван хет Хегеланд
Тур острова Чунмин
6-я в генеральной классификации
1-я в очковой классификации
1-й этап
7-я на Амстел Голд Рейс
8-я на Prudential RideLondon Classique

### Статистика выступления наГранд-турах
| Гонка / Год          | 2003           | 2004           | 2005           | 2006 | 2007 | 2008 | 2009 | 2010           | 2011           | 2012           | 2013           | 2014           | 2015           | 2016           | 2017           | 2018           |
| -------------------- | -------------- | -------------- | -------------- | ---- | ---- | ---- | ---- | -------------- | -------------- | -------------- | -------------- | -------------- | -------------- | -------------- | -------------- | -------------- |
| Гранд Букль феминин  | —              | —              | —              | —    | —    | —    | 12   | не проводилась | не проводилась | не проводилась | не проводилась | не проводилась | не проводилась | не проводилась | не проводилась | не проводилась |
| Рут де Франс феминин | не проводилась | не проводилась | не проводилась | —    | —    | 20   | 44   | 27             | —              | —              | 27             | 6              | 44             | —              | не проводилась | не проводилась |
| Джиро д’Италия Донне | 58             | —              | 32             | 51   | 60   | 58   | 67   | 66             | 83             | 48             | 72             | 59             | 66             | 41             | 64             | 80             |

### Рейтинги
| Год                 | 2006 | 2007 | 2008 | 2009 | 2010 | 2011 | 2012 | 2013 | 2014 | 2015 | 2016 | 2017 | 2018 |
| ------------------- | ---- | ---- | ---- | ---- | ---- | ---- | ---- | ---- | ---- | ---- | ---- | ---- | ---- |
| Мировой рейтинг UCI | -    | -    | -    | 18-й | 8-й  | 6-й  | 11-й | 4-й  | 6-й  | 21-й | 51-й | 29-й | 29-й |
| Мировой кубок UCI   | 9-й  | -    | -    | -    | -    | -    | -    | 9-й  | 10-й | 8-й  |      |      |      |
| Мировой тур UCI     |      |      |      |      |      |      |      |      |      |      | 28-й | 24-й | 20-й |
|                     |      |      |      |      |      |      |      |      |      |      |      |      |      |
| Источник: UCI       |      |      |      |      |      |      |      |      |      |      |      |      |      |